# Meyhen
Meyhen is een plaats in het zuidoosten van de Duitse gemeente Naumburg (Saale), deelstaat Saksen-Anhalt, en telt 160 inwoners (januari 2020).
Het (weinig belangrijke) boerendorpje is één van de 31 Ortsteile van Naumburg. Het wordt vertegenwoordigd door de stadsdeelraad van het circa 1½ km ten oosten ervan gelegen Wettaburg. Zie voor meer informatie onder Wettaburg.